# STAR China
STAR China（スターチャイナ、中国語: 星空卫视）は、国際衛星メディアであるSTARの中華人民共和国のテレビジョン放送（中国標準語放送）。中国の国策メディア投資ファンドのChina Media Capitalなどが出資している。

## 概要
中国で直接放送権を持つ衛星放送で、中国全土の1億5千万世帯の視聴者向けに国内外の映画、ドラマ、アニメ、音楽、スポーツなどのエンターテインメント番組を中国標準語にて毎日24時間放映している。視聴可能地域は中国全土であるが、圧倒的に上海市以南の沿海部での視聴が多いとされている。

## 3つのチャンネル
STAR CHINAは、以下の3つの衛星チャンネルを持っている。
- Xing Kong China （星空电视台、シンコンチャイナ）[5]
中国標準語による総合衛星テレビチャンネル[5]。
連続ドラマ、コメディ、バラエティ、トークやゲームショーなど700時間以上の番組で編成されている総合放送局[5]。このチャンネルをSTAR CHINAと呼ぶ場合もある[5]。
- Xing Kong Int’l （星空国际、シンコンインターナショナル）[5]
中国標準語による国際衛星テレビチャンネル[5]。
中国本土以外の地域や国（香港、マカオ、シンガポール、インドネシアなど）向けに放送している[5]。
最近は独自の番組制作が多くなってきている[5]。
- Channel ［V］china チャンネルV[5]
中国標準語による音楽衛星テレビチャンネル[5]。中国においては最も人気である音楽専門チャンネル[5]。
このチャンネルは、中国本土はもとより、香港、マカオ、シンガポール、インドネシアだけでなくオーストラリア、インド、タイ王国、台湾でも多くのユーザーに視聴されている[5]。

## 日本での展開
直接日本への配信をしていなかったので、いままでは、FOX系の日本法人を通して番組販売や番組買い付け、フォーマットライセンス契約などを行なうのみであったが、2013年に横浜、東京で活動するミューズインターと正規代理店契約を行い、本格的に広告集稿や番組買い付けなどを行うことを始めている。